# Saint-Bonnet-de-Condat
Saint-Bonnet-de-Condat település Franciaországban, Cantal megyében. Lakosainak száma 113 fő (2022. január 1.). Saint-Bonnet-de-Condat Landeyrat, Lugarde, Marcenat és Saint-Saturnin községekkel határos.

## Népesség
A település népessége az elmúlt években az alábbi módon változott:
| Lakosok száma | 406  | 363  | 278  | 154  | 104  | 116  | 116  | 115  | 115  | 113  |
|               | 1968 | 1982 | 1990 | 2006 | 2013 | 2015 | 2017 | 2019 | 2020 | 2022 |